# Burg Linn

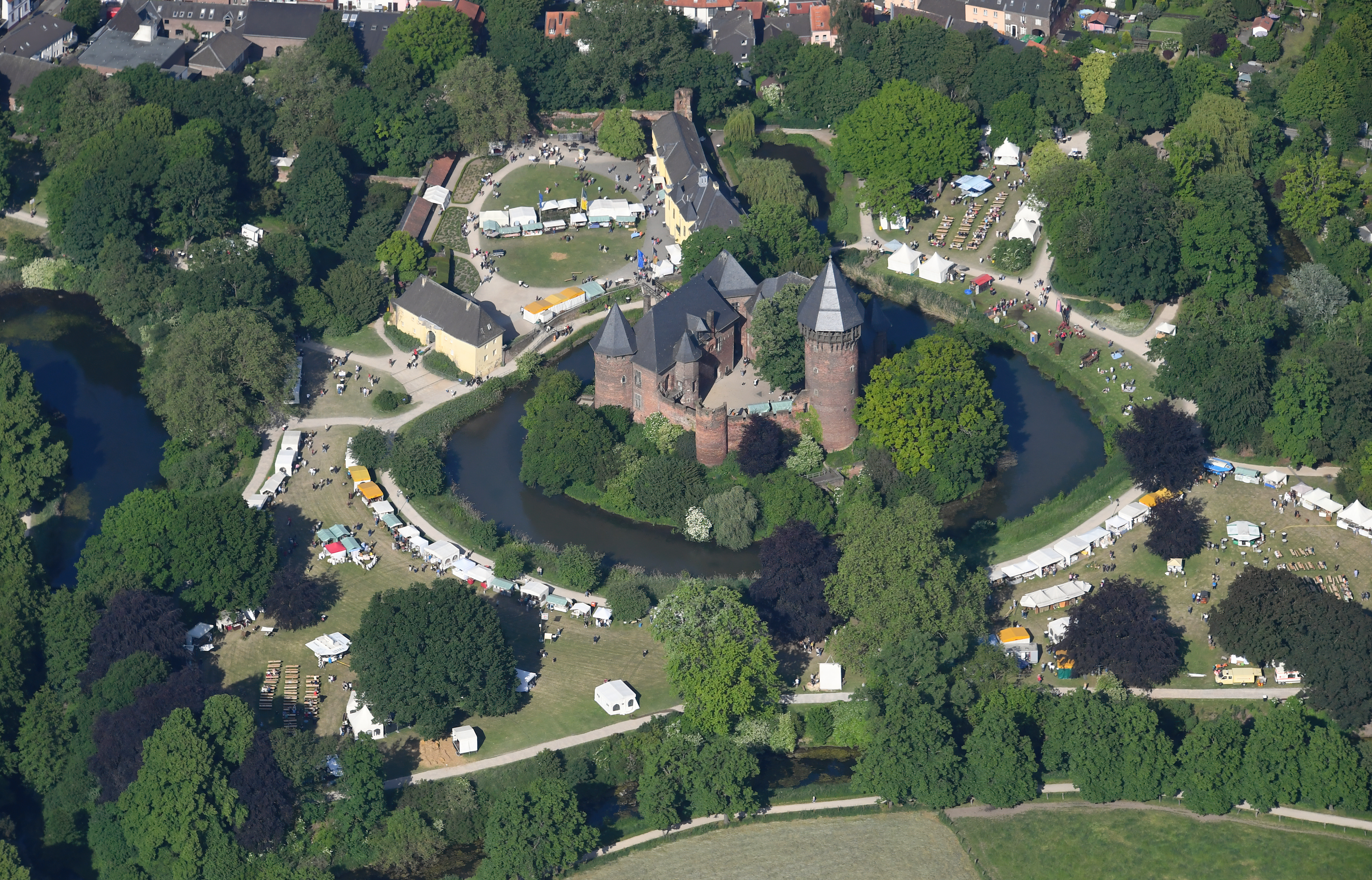
Die Burg Linn während des Flachsmarkts 2023

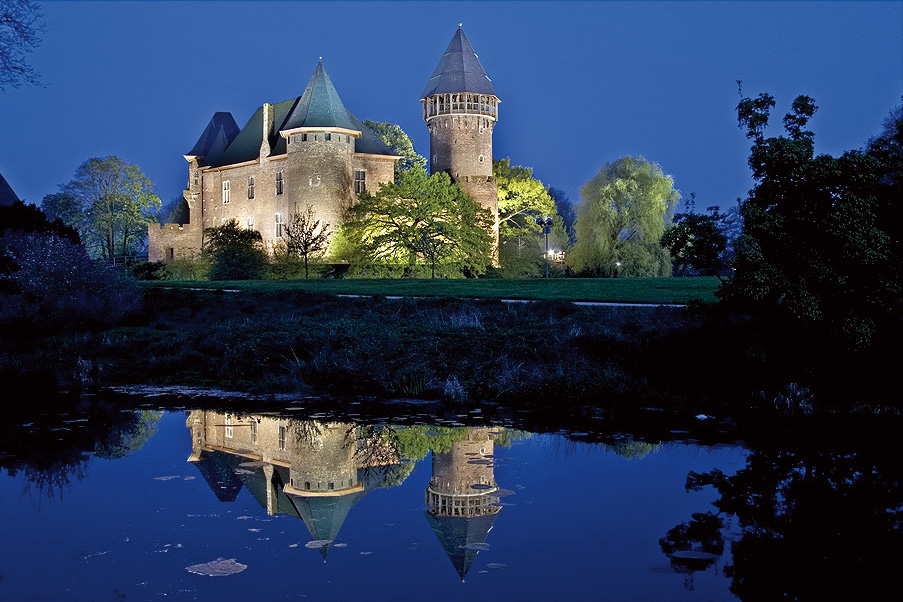
Die Linner Burg bei Nacht

Die Burg Linn ist eine Wasserburg im nordrhein-westfälischen Krefeld, Stadtteil Linn. Sie liegt rund fünf Kilometer östlich der Innenstadt.

## Geschichte

### Mittelalter
Die Burg geht auf einen Wohn- und Wehrturm der Edelherren Otto und seines Bruders Gerlachus von Lynn zurück, der im 12. Jahrhundert mit einer Größe von ungefähr 8,5 m × 14,5 m an dieser Stelle aus Tuffstein und Kiesel errichtet wurde. Bereits um das Jahr 1000 herum gab es an dieser Stelle eine Motte, einen künstlichen von einem Wassergraben umgebenen Hügel mit einem durch Palisaden geschützten Wachturm aus Holz. Der erste Ausbau bestand aus einer heute nicht mehr erhaltenen Schildmauer aus Tuffstein an der Nordseite des Burghügels.
Otto von Linn verkaufte das Allodium de Linne 1188 für 100 Mark an den Kölner Erzbischof Philipp I. von Heinsberg, behielt die Burg jedoch als Lehen, bevor er selbst als junger Mann am Dritten Kreuzzug teilnahm. Inspiriert von der byzantinischen Festungsbaukunst baute Otto nach seiner Rückkehr die Burg mit den Erlösen aus Köln weiter aus. Die alte Schildmauer wurde zunächst in vier Bauabschnitten mit einer modernen Mauer aus Backsteinziegeln zu einem Ring geschlossen. Nach deren Fertigstellung wurde die schwache Schildmauer abgetragen und die Ringmauer in zwei weiteren Bauabschnitten zu ihrer heutigen sechseckigen Form ergänzt. Die ersten drei Abschnitte bilden genau die Hälfte der geplanten sechseckigen Ringmauer und wurden recht zügig nacheinander zwischen 1195 und 1200 gebaut. Später sollte sich ein exakt spiegelsymmetrisches Sechseck ergeben. Aus unbekannten Gründen wurde die zweite Hälfte der Ringmauer nicht so präzise gebaut. Schon der vierte Bauabschnitt wurde um 1202 kleiner ausgeführt als geplant, was die Form und Größe der restlichen Mauer in den letzten beiden Bauabschnitten beeinflusste. Dann gerieten die Bauarbeiten ins Stocken. Die letzten beiden Abschnitte wurden erst um 1230 und 1250 vollendet. Zum einen verzögerte das Abtragen der alten Schildmauer den Neubau und zum anderen starb Otto von Linn um 1219. Sein Sohn Gerhard von Linn vollendete zwar das Bauwerk, doch vermutlich hatte er nicht die gleiche Vorstellung von einer Burg wie sein Vater. Ende des 13. Jahrhunderts ließ er die Mauer nochmals um 3 Meter erhöhen.
Anfang des 14. Jahrhunderts begann dann der Ausbau zur landesherrlichen Verteidigungsanlage. Die Burg gehörte nun zur Grafschaft Kleve. Heinrich von Strünkede war zwischen 1368 und 1378 auf der Burg Amtmann der Mechthild von Geldern, die Witwe von Johann I. von Kleve. Man betrieb Raubrittertum unter anderem gegen das zur Grafschaft Moers gehörige Krefeld. Dies endete, als die vereinten Kurkölner und Klever Truppen die Burg erstürmten. Die Lehenshoheit Kurkölns wurde 1392 vertraglich garantiert. Burg Linn wurde Verwaltungssitz des kurkölnischen Amtes Linn. Die Burg glich vielen Doppelburgen, die aus einem Wohn-Wehrbau als Hauptburg und aus einer landwirtschaftlich genutzten Vorburg bestanden. Beide waren von einem Wassergraben umgeben. Als Landesburg erfüllte Linn die gleichen Funktionen wie die kurkölnischen Anlagen in Hülchrath, Zülpich, Lechenich, Kempen, Uda und Zons.

### Neuzeit

#### Renaissance
1477 wurde die Burg im Rahmen der Kölner Stiftsfehde von Hermann von Hessen belagert. Ein Jahr später hat man den alten Burggraben zugeschüttet, um eine zusätzliche Außenringmauer zu errichten. Davor wurde dann ein neuer Graben angelegt. Während des Dreißigjährigen Krieges füllte man den Zwischenraum zwischen innerer und äußerer Burgmauer auf, um der Burg einen starken Außenring zu geben, welcher dem Beschuss mit pulvergeladenen Kanonen standhielt. Von der so entstandenen Fläche aus konnte die Burg dann ebenfalls mit solchen Geschützen verteidigt werden.
Kontinuierlich erweitert und mehrmals verstärkt wurde die Burg Linn zu einer der größten Wasserburgen des Niederrheins. Zu Beginn des 17. Jahrhunderts wurden Burg und Stadt Linn durch Erdwälle und Gräben zu einer einheitlichen Befestigungsanlage mit fünf Bastionen zusammengefasst. Nach heutigen Erkenntnissen geschah der Ausbau in mindestens zwei Abschnitten. Die erste äußere Wehranlage entstand bis 1581, danach verfiel sie nach und nach. Erst um 1620 herum wurde die alte Anlage durch eine neue, viel stärkere mit fünf Bastionen ersetzt. Die Wehrhaftigkeit der Anlage bewies die Burg Linn bei der Belagerung durch Hessen-Kassel, welche über mehr als vier Wochen andauerte. Am Ende wurde die Burg jedoch erobert und zwischen 1643 und 1645 durch die Eroberer weiter ausgebaut und nochmals verstärkt.
Der größte Teil der heute noch erhaltenen Burganlage stammt original aus dem 13. Jahrhundert, lediglich der Südflügel und die niedrige äußere Wehrmauer gehören in das 15. und 16. Jahrhundert.

#### 18. Jahrhundert

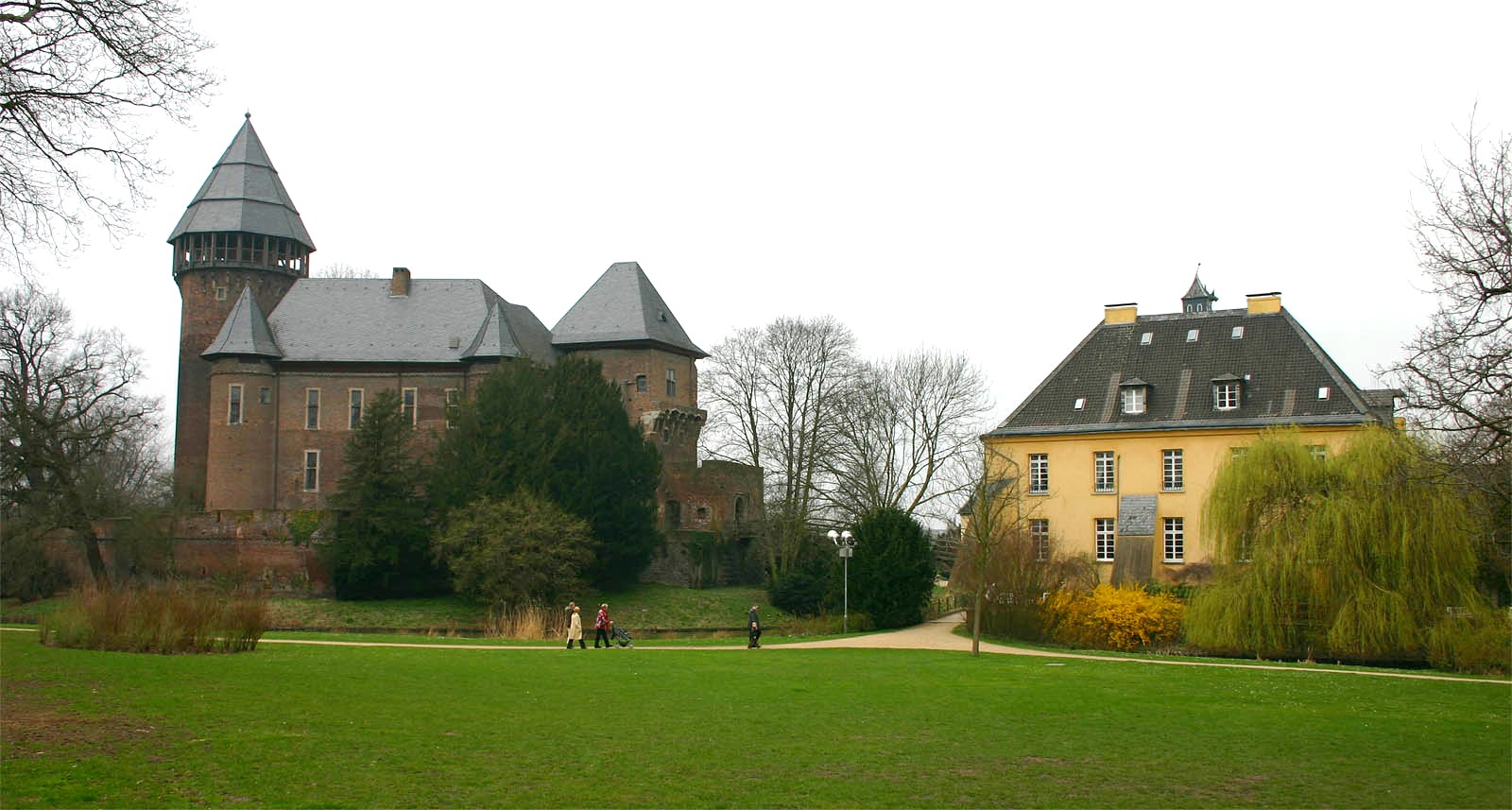
Burg Linn mit angrenzendem Jagdschlösschen

Während des Spanischen Erbfolgekrieges wurde die Burg komplett zerstört. Bereits im August 1702 wurde die französische Besatzung auf der Burg von kaiserlichen Truppen belagert und schließlich verjagt. Durch den Beschuss ging die Burg in Flammen auf. 1704 brannte sie erneut, und 1715 setzte ein Blitz den oberen Schlosshof in Flammen. Die Instandsetzung der völlig ausgebrannten Burg wurde vom dafür zuständigen Linner Amtmann aufgegeben, nicht zuletzt, weil sie ihre strategische Bedeutung verloren hatte. Seit 1728 galt die Burg als unbewohnbar. Es wurde eine Wache gestellt, die in einem eigens zu diesem Zweck errichten Haus am Zugang zur Burg ihren Dienst verrichtete, da die Burg keine geeigneten Räumlichkeiten für eine Wachstube mehr bot. Der Bergfried wurde noch als Gefängnis benutzt. Aus dieser Zeit stammt auch sein Name „Butterturm“ (von „Büttel“).
Zwischen 1707 wurden dafür die 1488 in der Vorburg als Back- und Brauhaus errichteten Gebäude zur Kellnerei, dem Amtssitz des kurkölnischen Amtsmannes ausgebaut. Kurfürst Clemens August ließ um 1740 die Kellnerei zu einem Jagdschloss umbauen, war dort aber nur sehr selten.
1794 besetzten französische Revolutionstruppen im Ersten Koalitionskrieg das linke Rheinufer (darunter das Rheinland) und erklärten die Güter der feindlichen Regierungen zum Eigentum des französischen Staates. Burg und Ländereien wurden verkauft. Das Jagdschlösschen wurde seinerzeit vom Linner Oberkellner von Otten bewohnt.

#### 19. Jahrhundert

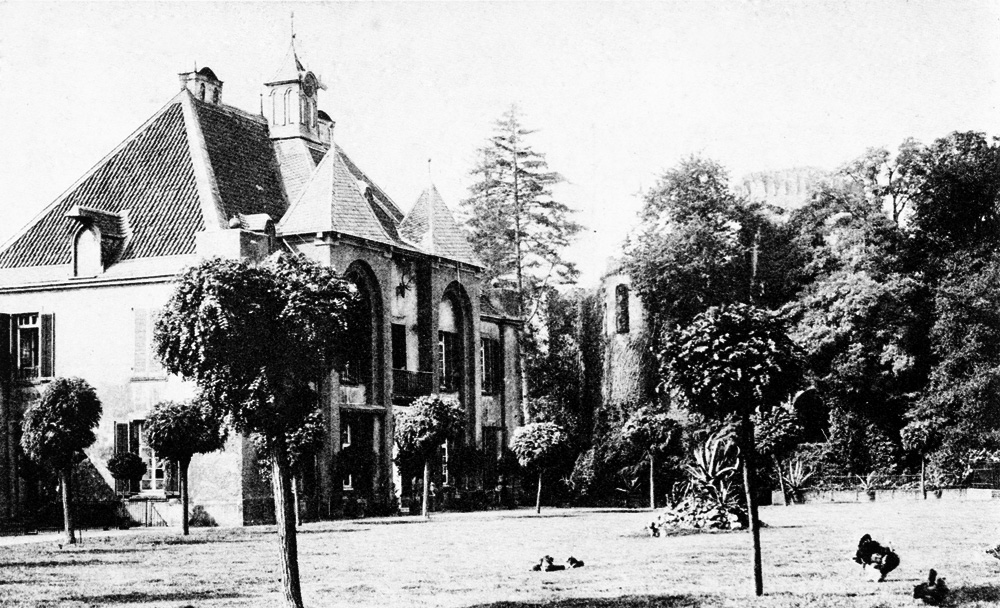
Jagdschlösschen mit zugewachsener Burg im Hintergrund, um 1900

Seit dem 12. Jahrhundert in kurfürstlichem Besitz, wurde die Burg 1806 mitsamt dem Jagdschlösschen, der historischen Zehntscheune und dem großzügigen Umland vom Krefelder Seidenfabrikanten Isaak de Greiff erworben. Isaak de Greiff nutzte das Schloss als Sommersitz und in den Wintermonaten als Jagdhaus. Einer seiner Söhne, Johann Philipp de Greiff, erbte das Anwesen und ließ sich dort bald darauf mit seiner Familie nieder. Seine Tochter Marianne Rhodius, geb. de Greiff, wuchs hier gemeinsam mit ihrer Schwester Emma auf und bewohnte das Jagdschloss bis zu ihrem Tode 1902. Marianne Rhodius war eine Nichte von Cornelius de Greiff, dem sie den größten Teil ihres Vermögens zu verdanken hatte. Wenige Jahre vor ihrem Tod ließ sie sich im Jagdschloss eines der ersten privaten Badezimmer einbauen, von welchem heute in einem nicht öffentlichen Teil des Schlosses fast nichts mehr erhalten ist. Ihre Cousine Maria Schelleckes erbte die Burg.
Der Justizrat Gustav Schelleckes war Miterbe und Mitverwalter des Nachlasses von Marianne Rhodius. Er zog nach dem Ersten Weltkrieg in das Jagdschloss. Er verkaufte 1924 die Burgruine, das Jagdschloss und alle weiteren zugehörigen Immobilien für 506.000 Mark an die Stadt Krefeld, blieb aber bis zu seinem Tod 1928 im Jagdschloss wohnen.

#### 20. Jahrhundert
Als Miterbe und Mitverwalter des Nachlasses von Marianne Rhodius bezog der Justizrat Gustav Schelleckes nach dem Ersten Weltkrieg das Jagdschloss auf der Burg Linn. 1924 verkaufte er die Burgruine dann mitsamt dem Jagdschloss und allen weiteren zugehörigen Immobilien für 506.000 Mark an die Stadt Krefeld. Er selbst wohnte aber bis zu seinem Tod 1928 im Jagdschloss. Der Kauf der Liegenschaften durch die Stadt Krefeld fiel in die Amtszeit des damaligen Bürgermeisters, Johannes Johansen, welcher sich sehr für den Erwerb engagierte.
Nach dem Zweiten Weltkrieg verfiel die mittlerweile zugewucherte und verwilderte Burg zusehends. Sie wurde erst später restauriert und mit zeitgenössischen Möbeln eingerichtet.
Über 260 Jahre lang hatte die Burg Linn keinen Dachstuhl. Im Zuge der Instandsetzung ab den 1950er Jahren wurden die Bohlen und Dielen der einzelnen Etagen wiederhergestellt, doch die obersten Geschosse konnten zunächst nur provisorisch mit einem Flachdach gegen die Witterung gesichert werden. In den 1980er Jahren wurde schließlich eine Sanierung des Daches immer dringlicher. Mit Landesmitteln und Spendengeldern wurde die Burg mit einem neuen Dach eingedeckt, wie es heute zu sehen ist. Das neue Dach ist ein Kompromiss zwischen Historie und Zweckmäßigkeit. Das ursprüngliche Dach war nicht so steil wie heute, jedoch wäre eine hundertprozentige Rekonstruktion nicht möglich gewesen, da es kaum Aufzeichnungen darüber gibt. Der Dachstuhl wurde mit modernen Methoden hergestellt, eine Nachbildung der Originalkonstruktion ist heute kaum mehr bezahlbar. Das Dach des Bergfrieds wurde zudem erhöht angebracht, damit dieser als Aussichtsturm mit einer guten Rundumsicht über Linn und den Burgpark dienen kann. Heute bietet sie das nachempfundene Bild einer mittelalterlichen Burg mit Bergfried, Zinnen, Wassergraben, Türmen, Burgverlies, Kapelle, Palas und einer intakten Vorburg.

## Burgkapelle
Im Untergeschoss des Kapellenturms am Torgebäude befindet sich die gotische Burgkapelle aus dem 14. Jahrhundert, die sich mit einem großen Spitzbogen zum Palassaal hin öffnet. Die Kapelle besteht aus einem Rechteckjoch und einem in den Kapellenturm eingebauten fünfseitig geschlossenen Altarraum. Die Kapelle wird durch zwei Lanzettfenster beleuchtet. Möglicherweise befand sich eine weitere Kapelle im Obergeschoss des Batterieturms.

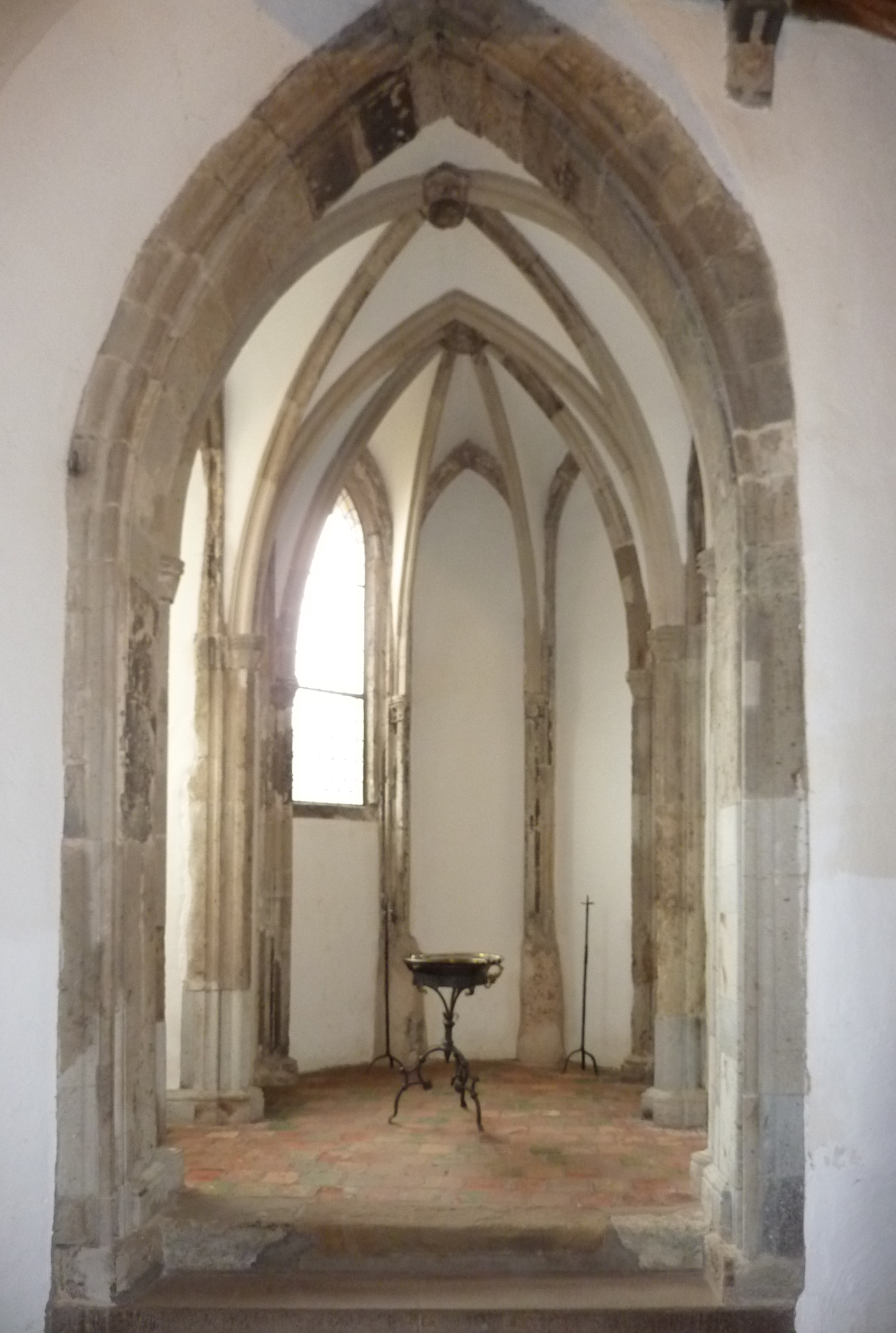
Die Burgkapelle
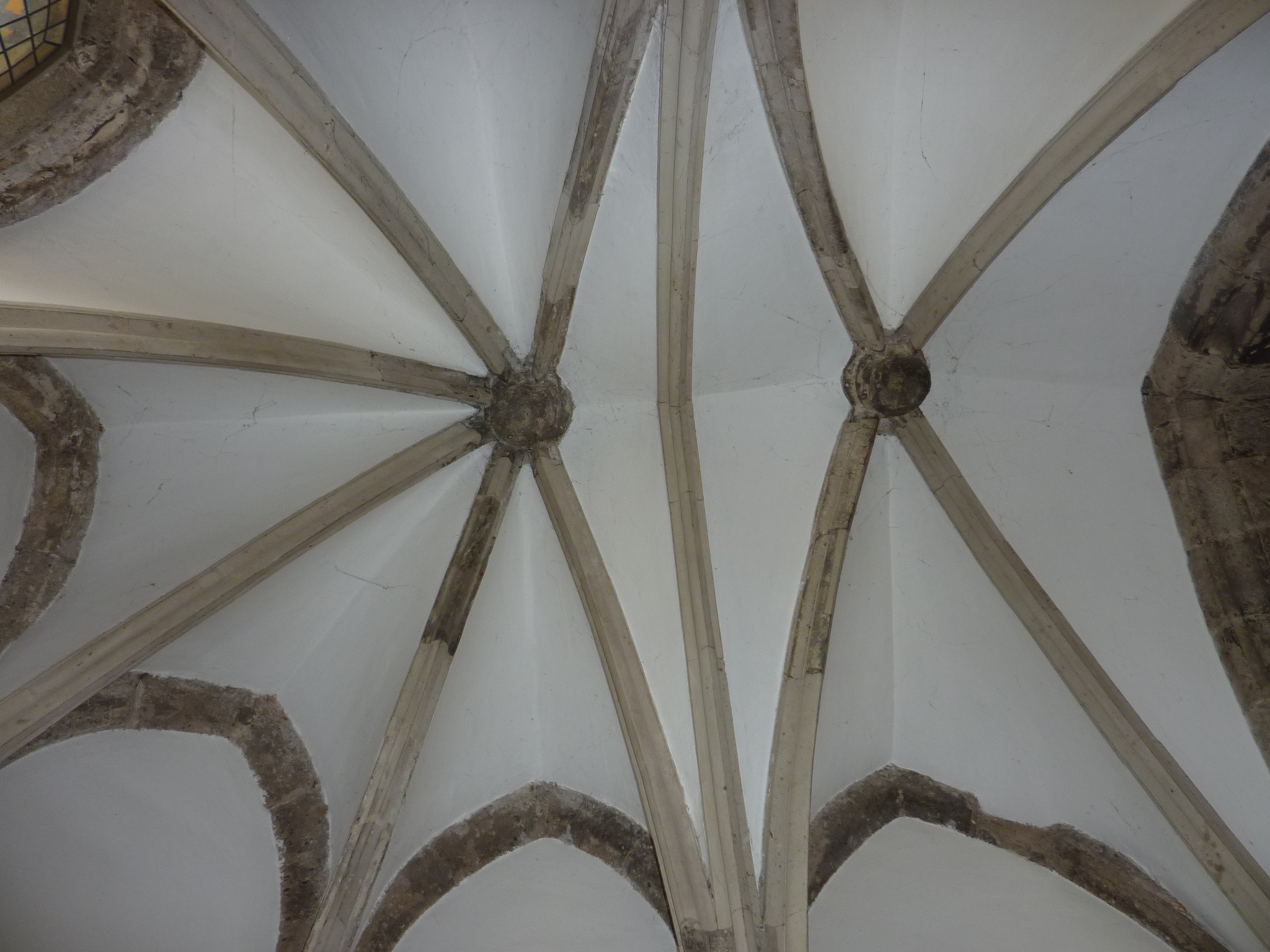
Gotisches Gewölbe der Kapelle
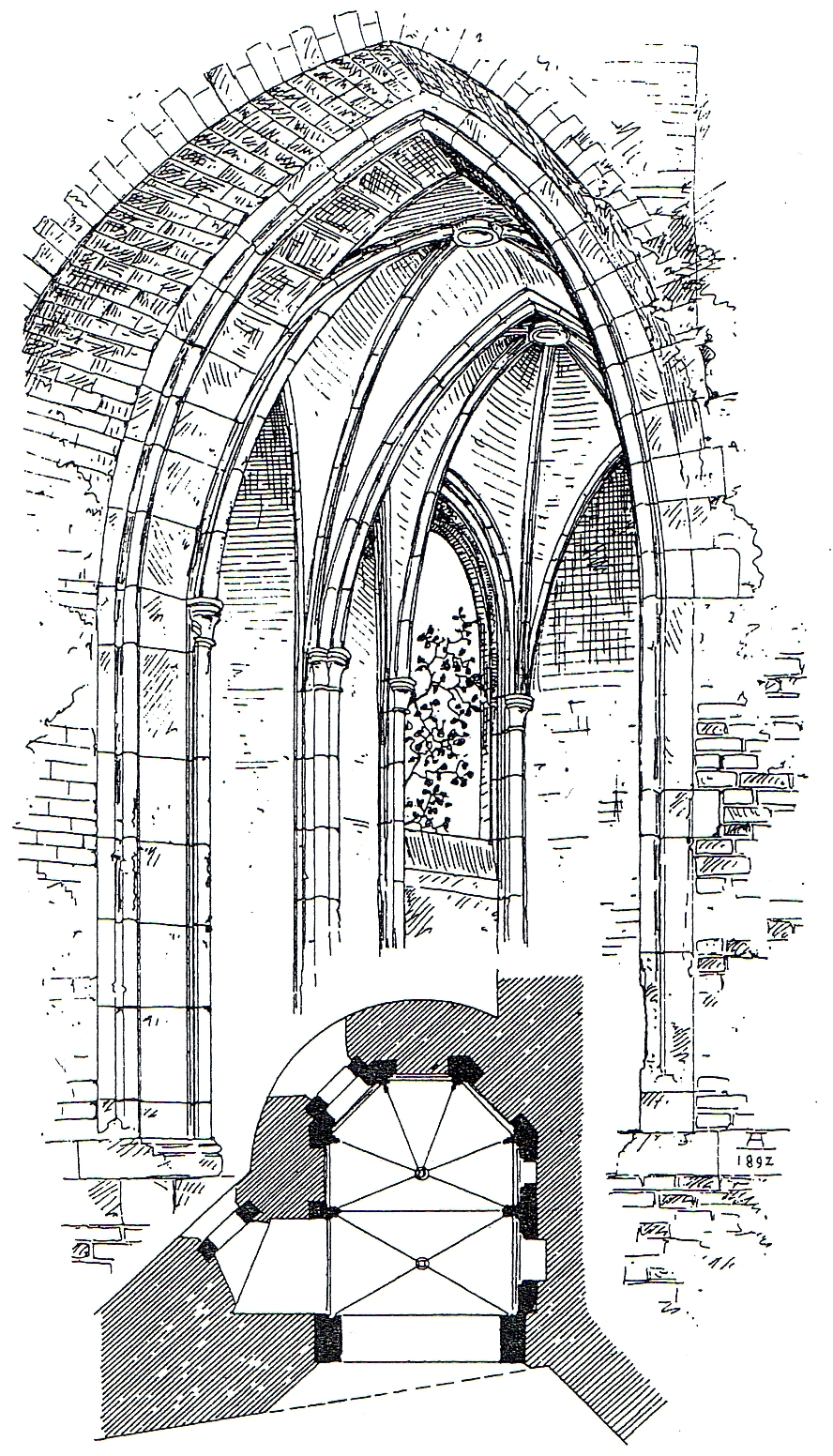
Grundriss und Ansicht der Kapelle 1892

## Park
Die Burg ist umgeben von der weithin erhaltenen mittelalterlichen Anlage des ehemals kurkölnischen Städtchens Linn mit ausgedehnten Parkanlagen, welche auch einen Teil der zur früheren Befestigung gehörenden Gräben und Bastionen einschließen. Entworfen wurde das Parkkonzept im 19. Jahrhundert von Maximilian Friedrich Weyhe. Auftraggeber waren die Brüder Cornelius und Phillip de Greiff. 1830 präsentierte Weyhe seinen Entwurf. Er sah weitläufige Parkanlagen im englischen Stil rund um die Befestigungsanlagen der Burg vor, mit der Burgruine als romantischen Mittelpunkt. Weyhes Plan wurde allerdings nie vollständig ausgeführt.
2004/2005 wurde der Park von Burg Linn als herausragendes Beispiel in die Straße der Gartenkunst zwischen Rhein und Maas aufgenommen.

## Museumszentrum Burg Linn
Die Burg wurde bis 1926 renoviert und zum Landesmuseum ausgebaut. 1930 kam das Jagdschlösschen hinzu. Burg und Jagdschlösschen ergänzen sich mit dem in unmittelbarer Nähe zur Burg befindlichen Archäologischen Museum (früher Niederrheinisches Landschaftsmuseum) zum Museumszentrum Burg Linn. Dieses umfasst die Burg Linn, das Jagdschlösschen in der Vorburg, das Archäologische Museum und als Außenstelle die Geismühle.

## Flachsmarkt
Jedes Jahr findet am Pfingstwochenende auf dem Parkgelände rund um die Burg und in der angrenzenden Linner Altstadt der überregional bekannte Flachsmarkt statt. Der mittelalterliche Handwerkermarkt ist der größte Handwerkermarkt Deutschlands. Über 300 Handwerker bieten ihre Waren an und lassen sich bei der Arbeit über die Schulter schauen. Mittelalterliche Spiele, Kostüme, Musik und natürlich die Burg als Kulisse tragen zur mittelalterlichen Atmosphäre bei.

## Trivia
Der mit einem Eisengitter bedeckte Schacht inmitten eines Burgsaales diente dem Krefelder Sänger Hansi Kürsch (Blind Guardian) als Inspiration für das Lied The Bard’s Song (In the Forest). Er habe während eines Burgbesuchs die Idee entwickelt, „ein Lied über eine Mutter zu schreiben, die dort unten im Verlies eingesperrt ist“, so Kürsch 2015 gegenüber der Fachzeitschrift Metal Hammer. Im weiteren Verlauf entwickelte sich das Stück jedoch zum „Bardenlied“.